# Lucas Chanavat
Lucas Chanavat (* 17. Dezember 1994 in Le Grand-Bornand) ist ein französischer Skilangläufer.

## Werdegang
Chanavat nahm von 2011 bis 2015 an U18 und U20-Rennen im Alpencup teil. Dabei belegte er in der Saison 2013/14 den dritten Platz in der U20 Gesamtwertung. Bei den Nordischen Junioren-Skiweltmeisterschaften 2014 im Val di Fiemme errang er den 13. Platz im Sprint. Im Januar 2015 kam er bei der Winter-Universiade in Štrbské Pleso auf den sechsten Platz im Sprint und den vierten Rang mit der Staffel. Sein erstes Weltcuprennen lief er im Dezember 2015 in Davos, welches er auf den 16. Platz im Sprint beendete und holte damit auch seine ersten Weltcuppunkte. Im Februar 2016 kam er im Sprint  in Stockholm erneut auf den 16. Platz. Bei den U23-Skiweltmeisterschaften 2016 in Râșnov gewann er die Goldmedaille im Sprint. In der Saison 2016/17 kam er im Weltcupeinzel fünfmal unter die ersten Zehn. Im Januar 2017 errang er beim Sprint im Alpencup in Planica den dritten Platz. Im folgenden Monat erreichte er mit dem zweiten Platz zusammen mit Baptiste Gros im Teamsprint in Pyeongchang seine erste Podestplatzierung im Weltcup. Beim Saisonhöhepunkt, den Nordischen Skiweltmeisterschaften 2017 in Lahti, belegte er den 14. Platz im Sprint und den 11. Rang zusammen mit Richard Jouve im Teamsprint. Zum Saisonende kam er beim Weltcup-Finale in Québec auf den 51. Platz und erreichte den 27. Platz im Gesamtweltcup, den achten Rang im Sprintweltcup und den dritten Platz im U23-Weltcup. In der Saison 2017/18 kam er bei Sprintweltcups fünfmal unter die ersten Zehn. Dabei errang er in der Lenzerheide, Dresden und Falun den dritten Platz und in Seefeld in Tirol den zweiten Rang. Beim Saisonhöhepunkt, den Olympischen Winterspielen 2018 in Pyeongchang, belegte er den 34. Platz im Sprint. Die Saison beendete er auf dem 24. Platz im Gesamtweltcup und auf dem dritten Rang im Sprintweltcup.
In der Saison 2018/19 erreichte Chanavat mit fünf Top-Zehn-Platzierungen, darunter Platz drei im Sprint in Toblach und in Cogne, den 22. Platz im Gesamtweltcup und den sechsten Platz im Sprintweltcup. Bei den Nordischen Skiweltmeisterschaften 2019 in Seefeld in Tirol wurde er Sechster im Sprint und Fünfter zusammen mit Richard Jouve im Teamsprint. Nach Platz 77 beim Ruka Triple zu Beginn der Saison 2019/20, errang er in Davos den zweiten Platz im Sprint und holte bei den Sprintrennen in Planica und in Dresden seine ersten Weltcupsiege. Zudem gewann er in Dresden zusammen mit Renaud Jay den Teamsprint und erreichte zum Saisonende den 22. Platz im Gesamtweltcup und den fünften Rang im Sprintweltcup. In der Saison 2020/21 erreichte er mit vier Top-Zehn-Platzierungen den fünften Platz im Sprintweltcup. Zudem wurde er in Dresden zusammen mit Richard Jouve Zweiter im Teamsprint und belegte beim Saisonhöhepunkt, den Nordischen Skiweltmeisterschaften 2021 in Oberstdorf, den 22. Platz im Sprint und den vierten Rang ebenfalls zusammen mit Richard Jouve im Teamsprint.
In der Saison 2021/22 errang Chanavat  mit vier dritten Plätzen und einen zweiten Platz den zehnten Platz im Gesamtweltcup sowie den dritten Platz im Sprintweltcup. Bei den Olympischen Winterspielen 2022 in Peking wurde er Neunter im Sprint.

## Teilnahmen an Weltmeisterschaften und Olympischen Winterspielen

### Olympische Spiele
- 2018 Pyeongchang: 34. Platz Sprint klassisch
- 2022 Peking: 9. Platz Sprint Freistil

### Nordische Skiweltmeisterschaften
- 2017 Lahti: 11. Platz Teamsprint klassisch, 14. Platz Sprint Freistil
- 2019 Seefeld in Tirol: 5. Platz Teamsprint klassisch, 6. Platz Sprint Freistil
- 2021 Oberstdorf: 4. Platz Teamsprint Freistil, 22. Platz Sprint klassisch
- 2023 Planica: 6. Platz Sprint klassisch
- 2025 Trondheim: 6. Platz Sprint Freistil

## Erfolge

### Siege bei Weltcuprennen

#### Weltcupsiege im Einzel
| Nr. | Datum             | Ort     | Disziplin              |
| --- | ----------------- | ------- | ---------------------- |
| 1.  | 21. Dezember 2019 | Planica | 1,2 km Sprint Freistil |
| 2.  | 11. Januar 2020   | Dresden | 1,3 km Sprint Freistil |

#### Etappensiege bei Weltcuprennen
| Nr. | Datum             | Ort     | Disziplin              | Rennen              |
| --- | ----------------- | ------- | ---------------------- | ------------------- |
| 1.  | 30. Dezember 2023 | Toblach | 1,4 km Sprint Freistil | Tour de Ski 2023/24 |
| 4.  | 3. Januar 2024    | Davos   | 1,2 km Sprint Freistil | Tour de Ski 2023/24 |

#### Weltcupsiege im Team
| Nr. | Datum           | Ort     | Disziplin                        |
| --- | --------------- | ------- | -------------------------------- |
| 1.  | 12. Januar 2020 | Dresden | 6 × 1,3 km Teamsprint Freistil 1 |

### Siege bei Continental-Cup-Rennen
| Nr. | Datum         | Ort      | Disziplin       | Serie    |
| --- | ------------- | -------- | --------------- | -------- |
| 1.  | 12. März 2021 | Pokljuka | Sprint Freistil | Alpencup |

## Platzierungen im Weltcup

### Weltcup-Statistik
Die Tabelle zeigt die erreichten Platzierungen im Einzelnen.
- 1.–3. Platz: Anzahl der Podiumsplatzierungen
- Top 10: Anzahl der Platzierungen unter den ersten zehn
- Punkteränge: Anzahl der Platzierungen innerhalb der Punkteränge
- Starts: Anzahl gelaufener Rennen in der jeweiligen Disziplin
- Hinweis: Bei den Distanzrennen erfolgt die Einordnung gemäß FIS.

| Platzierung               | Distanzrennen a | Distanzrennen a | Distanzrennen a | Distanzrennen a | Distanzrennen a | Skiathlon Verfolgung | Sprint | Etappen- rennen b | Gesamt | Team   | Team    |
| Platzierung               | ≤ 5 km          | ≤ 10 km         | ≤ 15 km         | ≤ 30 km         | > 30 km         | Skiathlon Verfolgung | Sprint | Etappen- rennen b | Gesamt | Sprint | Staffel |
| ------------------------- | --------------- | --------------- | --------------- | --------------- | --------------- | -------------------- | ------ | ----------------- | ------ | ------ | ------- |
| 1. Platz                  |                 |                 |                 |                 |                 |                      | 4      |                   | 4      | 1      |         |
| 2. Platz                  |                 |                 |                 |                 |                 |                      | 9      |                   | 9      | 2      |         |
| 3. Platz                  |                 |                 |                 |                 |                 |                      | 11     |                   | 11     |        |         |
| Top 10                    |                 |                 |                 |                 |                 |                      | 56     |                   | 56     | 11     |         |
| Punkteränge               |                 |                 |                 |                 |                 |                      | 89     |                   | 89     | 14     |         |
| Starts                    |                 | 5               | 14              | 1               |                 | 8                    | 93     | 2                 | 123    | 14     |         |
| Stand: Saisonende 2024/25 |                 |                 |                 |                 |                 |                      |        |                   |        |        |         |

### Weltcup-Gesamtplatzierungen
| Saison  | Gesamt | Gesamt | Sprint | Sprint |
| Saison  | Punkte | Platz  | Punkte | Platz  |
| ------- | ------ | ------ | ------ | ------ |
| 2015/16 | 35     | 92.    | 35     | 52.    |
| 2016/17 | 216    | 27.    | 216    | 8.     |
| 2017/18 | 323    | 24.    | 323    | 3.     |
| 2018/19 | 352    | 22.    | 352    | 6.     |
| 2019/20 | 373    | 22.    | 373    | 5.     |
| 2020/21 | 219    | 28.    | 219    | 5.     |
| 2021/22 | 461    | 10.    | 461    | 3.     |
| 2022/23 | 907    | 14.    | 907    | 2.     |
| 2023/24 | 937    | 18.    | 937    | 3.     |
| 2024/25 | 731    | 19.    | 731    | 4.     |